# IBM PC/XT

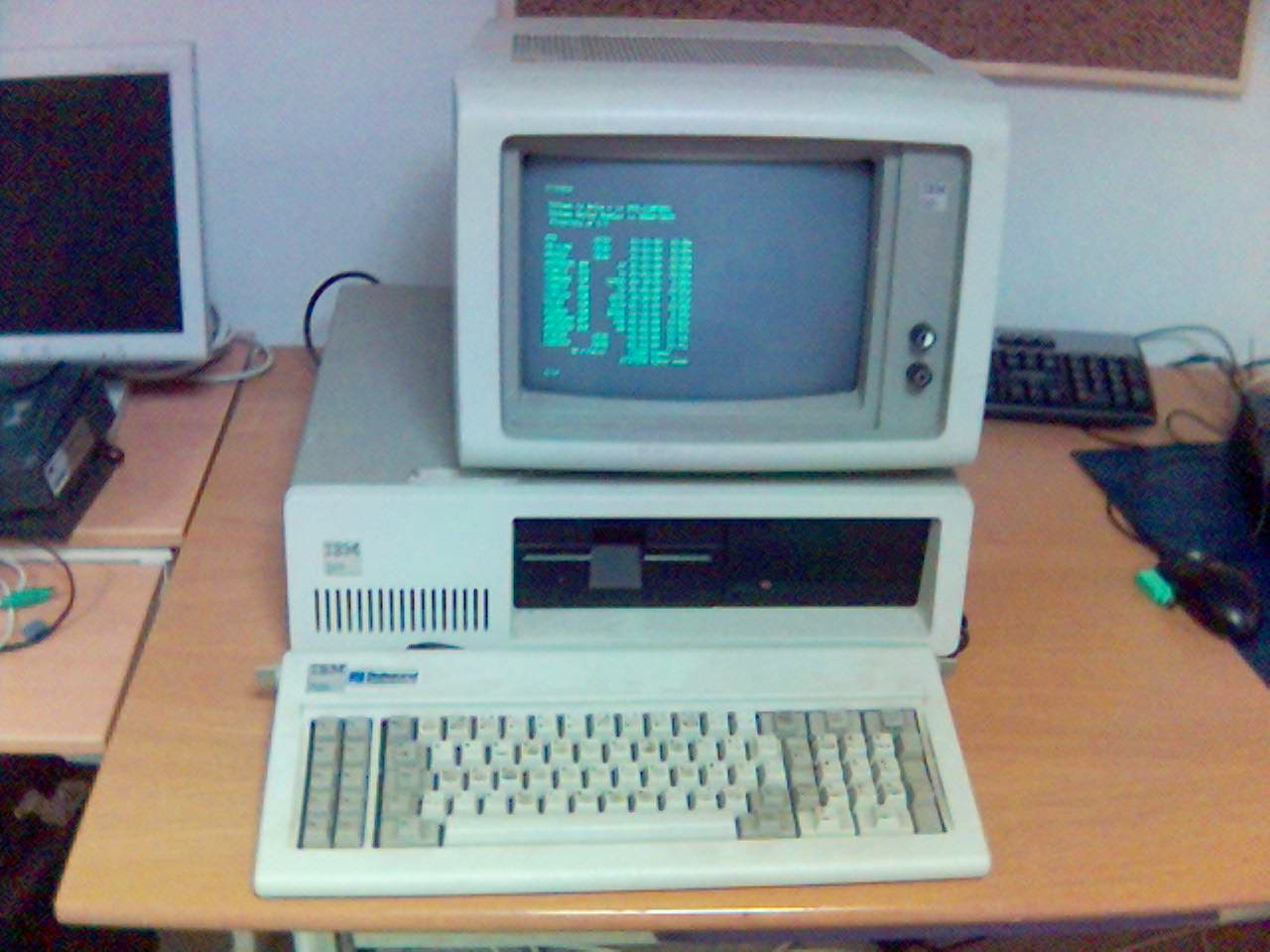
IBM PC/XT model 5160

IBM PC/XT (ang. Personal Computer / extended) – opracowany przez IBM komputer osobisty wykorzystujący 16-bitowy mikroprocesor Intela 8088. W późniejszej wersji IBM PC/XT286 był to Intel 80286. Model ten był następcą komputera IBM PC i został wprowadzony na rynek amerykański 8 marca 1983 roku.
W wielu krajach (również w Polsce) nazwa PC/XT przede wszystkim była określeniem klasy komputerów osobistych kompatybilnych z IBM PC/XT. Producenci tych tzw. klonów często używali innych procesorów, takich jak Intel 8086 lub NEC V20, co było jedną z przyczyn niepełnej zgodności z oryginałem.

## Dane techniczne
Podstawowa wersja PC/XT pracowała z zegarem 4,77 MHz, lecz później pojawiły się wersje działające w tzw. trybie turbo – z zegarem 6,5 MHz, 7,16 MHz, 9,54 MHz, 10 MHz, a nawet szybciej. Komputery nadal mogły być przełączane do prędkości 4,77 MHz, ponieważ niektóre programy (a w dużej mierze gry) zakładały, że są uruchamiane przy takiej właśnie, a nie innej, częstotliwości zegara. Wtedy programy pisane dla konkretnej częstotliwości taktowania mikroprocesora nie były niczym szczególnym. Uruchomienie gry na szybszym komputerze oznaczało szybsze jej działanie, co utrudniało lub uniemożliwiało rozgrywkę.
PC/XT był początkowo dostarczany z 128 kB pamięci RAM, potem 256 kB, 512 kB, a w końcu zawierały maksymalną dla tego typu wielkość 640 kB. Był on też fabrycznie wyposażony w stacje dyskietek 5,25", a później w dyski twarde o pojemności początkowo 10 MB, a od 1985 roku – 20 MB Seagate ST-225. Podobnie jak jego poprzednik, oryginalny IBM PC, korzystał z 8-bitowej szyny ISA (Industry Standard Architecture).
W 1986 roku wprowadzono do sprzedaży model XT 286 oparty na 6 MHz mikroprocesorze Intel 80286.

## Następca
Jego następcą był wprowadzony w sierpniu 1984 roku model PC/AT. W roku 1986 na rynku ukazał się model XT/286 (IBM 5162) z procesorem Intel 80286 o częstotliwości 6 MHz. System ten był szybszy od IBM PC/AT (nawet modeli z zegarem 8 MHz), gdyż używał pamięci RAM zero wait state.